# 1907
1907 is een jaartal volgens de christelijke jaartelling.

## Gebeurtenissen
januari

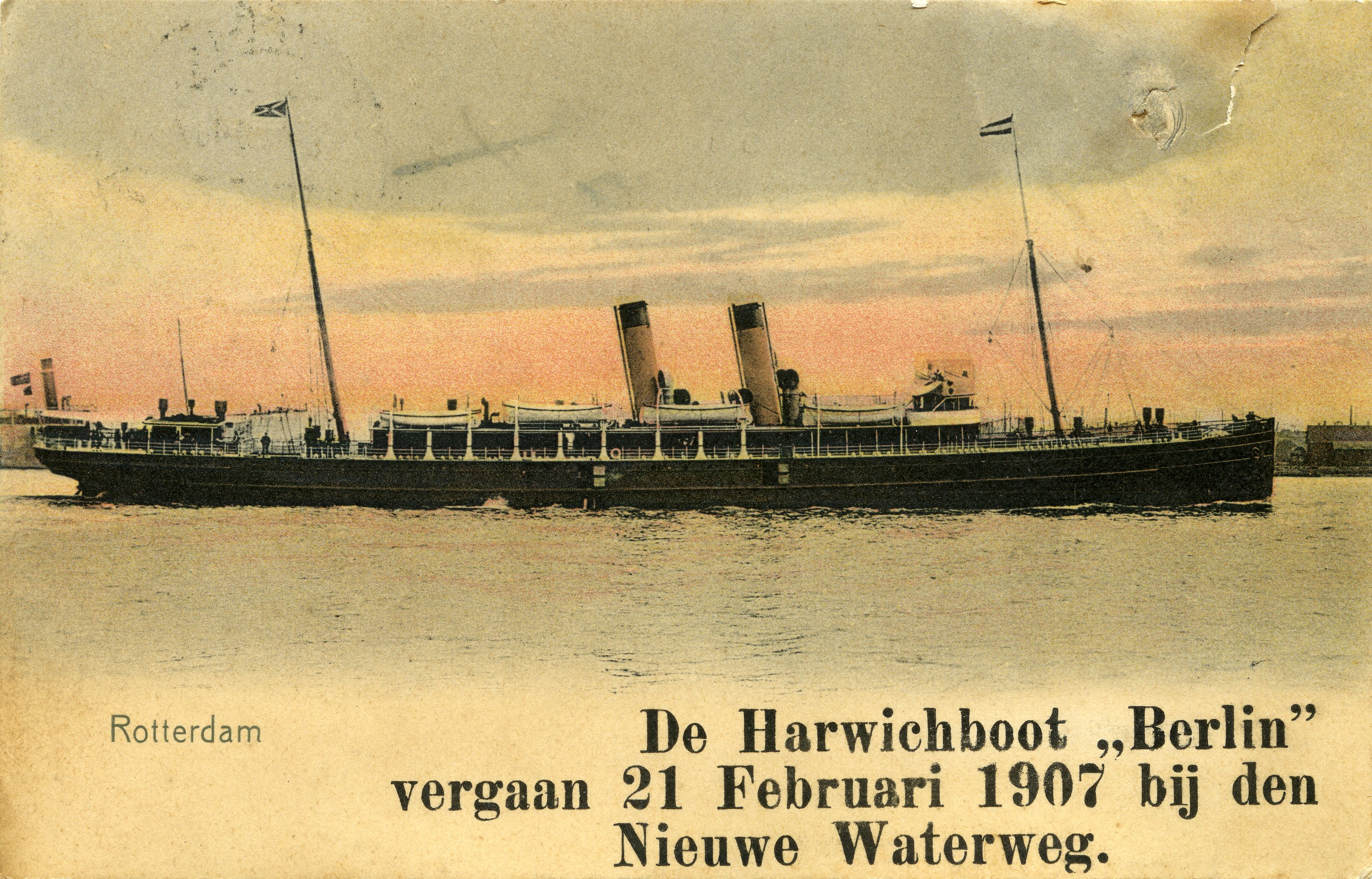
De Berlin, die direct na de ramp als prentbriefkaart werd uitgegeven

- 6 - De Italiaanse arts Maria Montessori opent in Rome haar eerste "Casa dei Bambini".

februari
- 21 - Bij een scheepsramp met het stoomschip Berlin bij Hoek van Holland komen 128 mensen om het leven. Onder hen de autofabrikant Hendrik-Jan Spijker.
- 25 - Lizzy van Dorp richt de Nederlandsche Bond voor Vrouwenkiesrecht op als gematigde tegenhanger van de Vereniging voor Vrouwenkiesrecht van Aletta Jacobs.
- 26 - Oprichting van de Bataafse Petroleum Maatschappij

maart
- 11 - Met een protestmars naar Narbonne begint de Wijnboerenopstand in de Languedoc.
- 19 - Parlementsverkiezingen in Finland met een Europees primeur: ook vrouwen kunnen zich kandidaat stellen. Er worden 17 vrouwen gekozen.

april
- 14 - Het Nederlands Elftal speelt zijn eerste wedstrijd in een oranje outfit[1]
- 17 - Op Ellis Island bij New York arriveren bijna 12.000 gelukszoekers, het grootste aantal tot nu toe op een dag. In het hele jaar 1907 proberen een miljoen Europeanen de Verenigde Staten binnen te komen.

mei
- 2 - In België komt de regering Jules de Trooz aan de macht.
- 7 - Opening van Hagenbecks Tiergarten, de eerste dierentuin zonder tralies, in de omgeving van Hamburg.
- 14 en 23 - Eerste parlementsverkiezingen met Algemeen kiesrecht in Oostenrijk.
- De Turkse voetbalclub Fenerbahçe wordt opgericht.

juni
- 5 - Te Middelburg reiken kruisgezinden en ledeboerianen elkaar de hand en ontstaat het nieuwe kerkverband van de Gereformeerde Gemeenten. Bewerker van de kerkfusie is de jonge predikant van Meliskerke Gerrit Hendrik Kersten. Tegelijkertijd ontstaan ook een ander kerkverband, de Oud Gereformeerde Gemeenten in Nederland.
- Al binnen een jaar wordt in Rusland ook de tweede Doema ontbonden.

augustus
- 1 - 8 - De Britse "held van Mafeking" Robert Baden Powell leidt een jongenskamp op Brownsea Island om zijn programma Scouting te testen.
- 17 - Clara Zetkin organiseert in Stuttgart de Eerste Internationale Socialistische Vrouwenconferentie.
- 31 - Brits-Russische Conventie om de problemen met betrekking tot Perzië, Afghanistan en Tibet op te lossen.

september
- 8- Paus Pius X publiceert de encycliek Pascendi Dominici Gregis ("het weiden van de kudde des Heren"). De paus veroordeelt het modernisme en enkele andere recente ontwikkelingen die betrekking hebben op katholieke dogma's. Hij stelt een commissie in om de clerus te zuiveren van theologen die het modernisme promoten.
- 23 - Grote brand in woningcomplex aan de Marnixstraat te Amsterdam. 8 doden.
- 26 - Nieuw-Zeeland wordt een onafhankelijk land

oktober
- 17 - De Scheveningse bomschuit Clara Johanna (SCH 1) loopt tijdens een zware storm op een zandbank voor de kust van Terschelling. 8 doden.
- 18 - Bekrachtiging van twaalf conventies, gesloten op de Haagse Vredesconferentie.
- 19 - De Tribune verschijnt voor het eerst als weekblad van de marxistische oppositie binnen de Sociaal-Democratische Arbeiderspartij (SDAP).

november
- 6 - De Minister van Staat en oud-Commissaris des Konings van Groningen Johan Æmilius Abraham van Panhuys en zijn gezin raken in dichte mist met hun rijtuig in het Hoendiep. Allen verdrinken.
- 13 - De rijwielhandelaar en uitvinder Paul Cornu maakt de eerste succesvolle vlucht met een helikopter. Deze vlucht op 1,50 meter hoogte duurt 20 seconden en vindt plaats in Coquainvilliers.
- 16 - Oklahoma wordt formeel, als 46ste, een staat van de Verenigde Staten.
- november - De Haven van Nagoya wordt geopend voor het internationaal scheepvaartverkeer.

december
- 10 - In Zwitserland wordt het Burgerlijk Wetboek aangenomen.
- 13 - Aan boord van een zijner oorlogsbodems arriveert keizer Wilhelm II van Duitsland in Amsterdam voor een staatsbezoek aan Nederland. Hij belooft koningin Wilhelmina, dat in geval van een oorlog in Europa de Duitse troepen de Nederlandse Neutraliteit zullen respecteren.
- 21 - In Nederland ontstaat een kabinetscrisis als de Tweede Kamer de begroting van oorlog verwerpt. Einde van het toch al steeds struikelende kabinet-De Meester.
- 21 - Bloedbad in de school Santa María in Iquique in Chili. 2200 mensen worden door het leger doodgeschoten.
- 21 - "Bloedbad" in Darlington, waar het Nederlands voetbalelftal met 12 - 2 verliest van Engeland. Het is de grootste nederlaag in de geschiedenis van Oranje.

zonder datum
- De Londense aannemer William Willett publiceert een artikel over "de verspilling van daglicht". Het irriteert hem, dat in de zomer het eerste daglicht verloren gaat in de nachtrust. Hij pleit voor invoering van de zomertijd.
- De metrische karaat wordt op 200 milligram vastgesteld.

## Muziek
- De Finse componist Jean Sibelius componeert zijn Symfonie nr. 3 opus 52 en de Grevinnans konterfej voor strijkers
- De Noorse componiste Agathe Backer-Grøndahl schreef haar waarschijnlijk laatste werk, Endnu et streif kun af sol
- Leo Fall schrijft Die Dollarprinzessin.

### Premières
- 18 maart: Frank Bridges Drie idyllen voor strijkkwartet
- 22 maart: Christian Sindings Symfonie nr. 2
- 11 april: Johan Halvorsens muziekstukjes in Sangen om Florens
- 28 mei: Frank Bridges Pianokwintet (privé-uitvoering)
- 14 juni: Frank Bridges Pianokwintet (publieke uitvoering)
- 27 juni: Frank Bridges Scherzo phantastick
- 3 oktober: Frank Bridges Isabella
- 22 oktober: Frederick Delius' Pianoconcert (definitieve versie)
- 15 november: Johan Halvorsens Hyldningsintrade

## Beeldende kunst

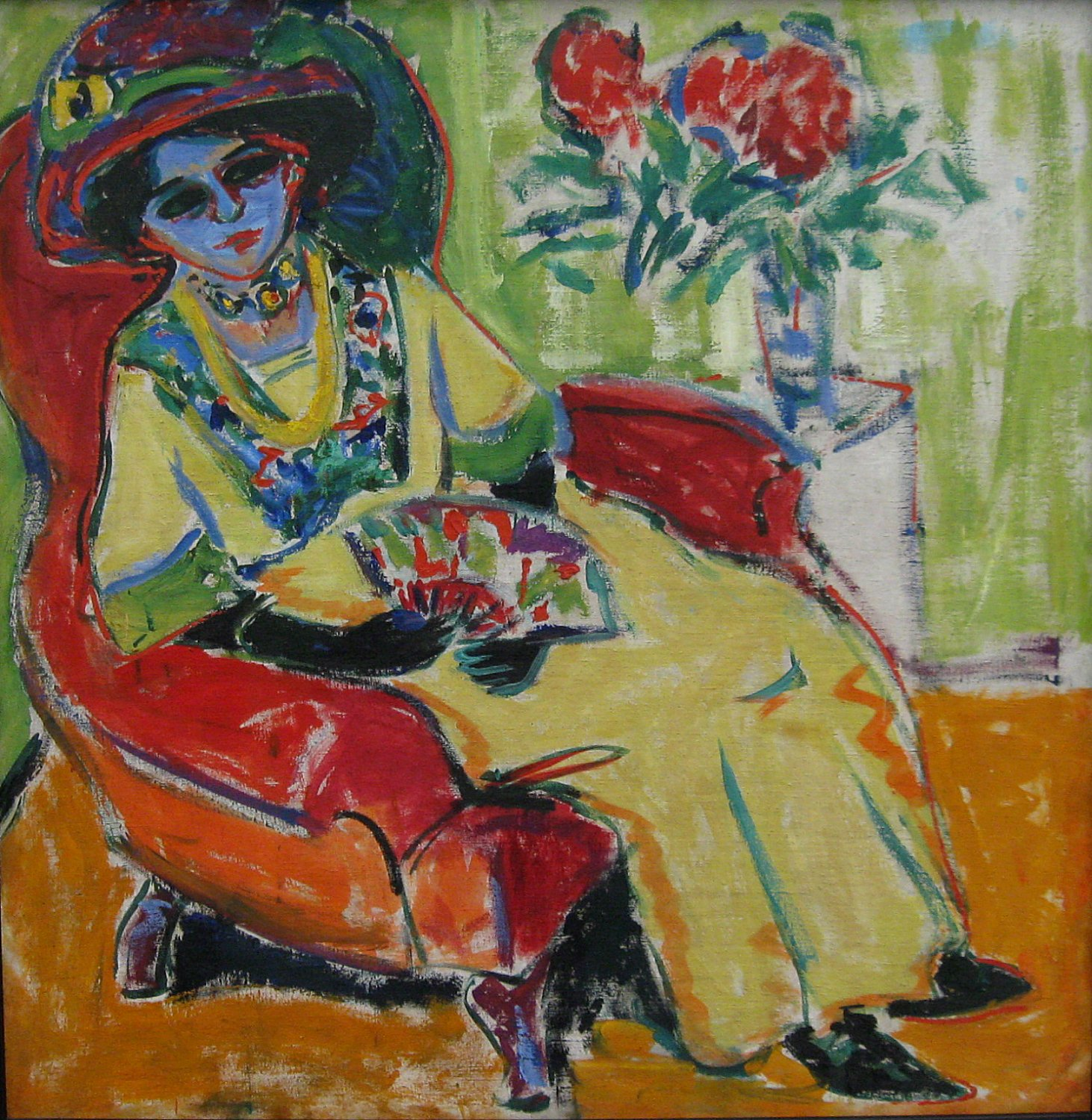
Ernst Ludwig Kirchner, Sitzende Dame (Dodo), 1907

## Bouwkunst

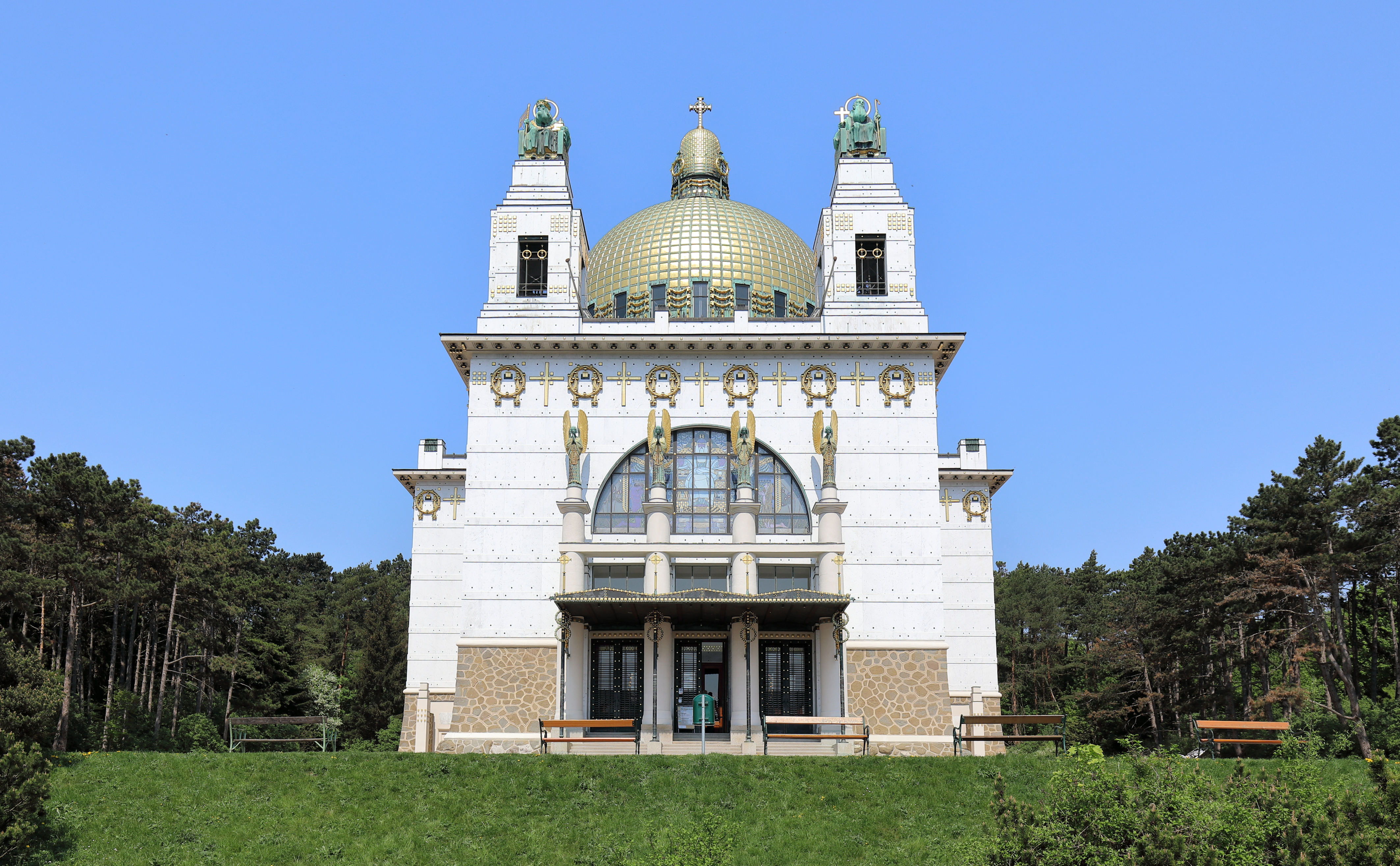
Kirche am Steinhof, Wenen Otto Wagner
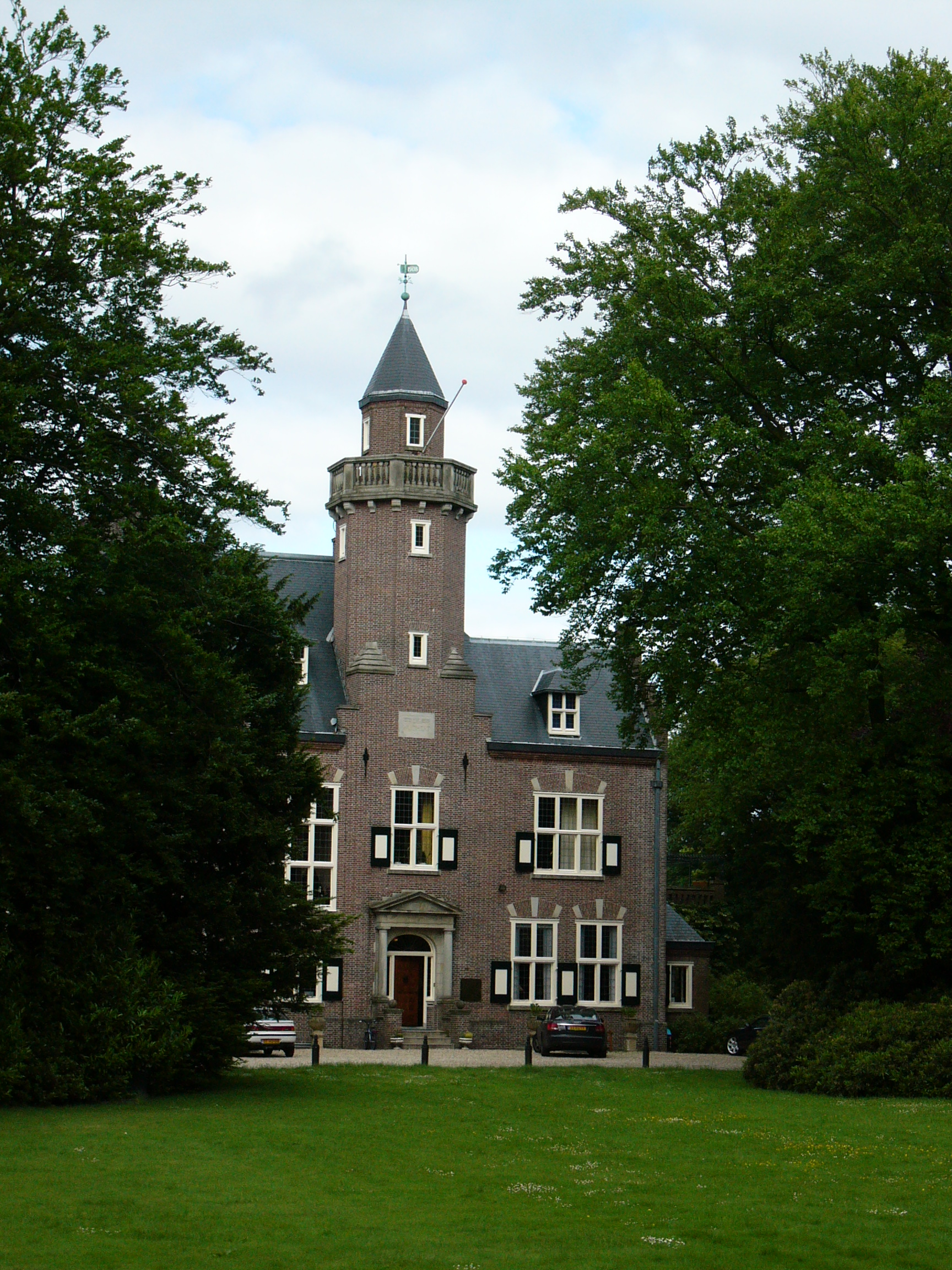
Huize De Wychert, Berg en Dal (1907) J W Hanrath

## Geboren

### januari
- 1 - Kinue Hitomi, Japans atlete (overleden 1931)
- 4 - Aart Romijn, Nederlands schrijver (overleden 1996)
- 5 - Volmari Iso-Hollo, Fins atleet (overleden 1969)
- 14 - Sophie Redmond, Surinaams arts, politica, toneelschrijfster, actrice en feministe (overleden 1955)
- 15 - Janusz Kusociński, Pools atleet (overleden 1940)
- 16 - Ben van Dorst, Nederlands technisch ambtenaar en verzetsstrijder (overleden 1944)
- 17 - Henk Badings, Nederlands componist (overleden 1987)
- 18 - Lina Haag, Duits verzetsstrijdster (overleden 2012)
- 18 - Dionýz Ilkovič, Slowaaks fysisch scheikundige (overleden 1980)
- 21 - Wim Effern, Nederlands atleet (overleden 1990)
- 22 - Mary Dresselhuys, Nederlands actrice (overleden 2004)
- 23 - Hideki Yukawa, Japans natuurkundige en Nobelprijswinnaar (overleden 1981)
- 24 - Viljo Halme, Fins voetballer (overleden 1981)
- 25 - Halbo C. Kool, Nederlands letterkundige en journalist (overleden 1968)
- 26 - Doc Shanebrook, Amerikaans autocoureur (overleden 1976)
- 29 - Gerard Desmet, Belgisch wielrenner (overleden 1979)
- 31 - Maurice Seynaeve, Belgisch veldrijder (overleden 1998)

### februari
- 2 - Walter Donaldson, Schots snookerspeler (overleden 1973)
- 3 - James A. Michener, Amerikaans schrijver (overleden 1997)
- 5 - Jan Klaasesz, Nederlands politicus en bestuurder (overleden 1997)
- 14 - Sven Andersson, Zweeds voetballer (overleden 1981)
- 17 - Charles B. Timmer, Nederlands dichter en vertaler (overleden 1991)
- 18 - Harm van Riel, Nederlands politicus (overleden 1980)
- 21 - W.H. Auden, Engels schrijver (overleden 1973)
- 22 - Asgar Karamat Ali, Surinaams politicus (overleden 1958)
- 22 - Robert Young, Amerikaans acteur (overleden 1998)
- 23 - Roberto Cherro, Argentijns voetballer (overleden 1965)
- 28 - Gustav Albrecht zu Sayn-Wittgenstein-Berleburg, Duits militair (vermist sinds 1944)

### maart
- 3 - Aar van de Werfhorst, Nederlands schrijver (overleden 1994)
- 4 - Maria Branyas Morera, Amerikaans-Spaans supereeuwelinge; vanaf 17 januari 2023 tot 19 augustus 2024 de oudste erkende levende persoon ter wereld (overleden 2024)
- 8 - Konstantinos Karamanlis, Grieks staatsman (overleden 1998)
- 9 - Mircea Eliade, Roemeens-Amerikaans godsdiensthistoricus en schrijver (overleden 1986)
- 9 - Wijtze Martens, Nederlands burgemeester (overleden 1964)
- 10 - Toni Frissell, Amerikaans fotografe (overleden 1988)
- 13 - Jack Holden, Brits atleet (overleden 2004)
- 15 - Zarah Leander, Zweeds zangeres en actrice (overleden 1981)
- 16 - Antal Újváry, Hongaars handballer (overleden 1967)
- 17 - Jean Van Houtte, Belgisch politicus (overleden 1991)
- 18 - Jakov Dzjoegasjvili, Russisch zoon van Jozef Stalin en nazislachtoffer (overleden 1943)
- 21 - IJke Buisma, Nederlands atlete (overleden 1994)
- 23 - Daniel Bovet, Italiaans farmacoloog en Nobelprijswinnaar (overleden 1992)

### april
- 5 - Jan Zeldenrust, Nederlands anatoom-patholoog (overleden 1990)
- 14 - François Duvalier, Haïtiaans president-dictator, alias Papa Doc (overleden 1971)
- 15 - Casper Reardon, Amerikaans harpist (overleden 1941)
- 15 - Niko Tinbergen, Nederlands etholoog en Nobelprijswinnaar (overleden 1988)
- 23 - Lee Miller, Amerikaans fotografe en fotomodel (overleden 1977)
- 25 - Diet Kramer, Nederlands schrijfster (overleden 1965)
- 26 - Theun de Vries, Nederlands schrijver en dichter (overleden 2005)
- 28 - Al Miller, Amerikaans autocoureur (overleden 1967)
- 29 - Mike Burch, Amerikaans autocoureur (overleden 1981)
- 29 - Tino Rossi, Frans zanger (overleden 1983)

### mei
- 4 - Walter Walsh, Amerikaans FBI-agent en olympisch schutter (overleden 2014)
- 10 - Daan van Dijk, Nederlands wielrenner (overleden 1986)
- 12 - Leslie Charteris, Brits-Amerikaans schrijver (overleden 1993)
- 12 - Katharine Hepburn, Amerikaans actrice (overleden 2003)
- 13 - Wim Chabot, Nederlands kunstschilder (overleden 1977)
- 15 - Sigurd Rascher, Amerikaans klassiek saxofonist (overleden 2001)
- 16 - Antonín Puč, Tsjechisch voetballer (overleden 1988)
- 22 - Laurence Olivier, Brits acteur (overleden 1989)
- 22 - Hergé (pseudoniem van Georges Remi), Belgisch stripauteur (overleden 1983)
- 25 - Gregorio Zaide, Filipijns historicus (overleden 1986)
- 26 - John Wayne, Amerikaans acteur (overleden 1979)
- 27 - Rachel Carson, Amerikaans biologe (overleden 1964)
- 29 - Marie-Thérèse Bouvin, Belgisch bestuurster en politica (overleden 1984)
- 31 - Åke Holmberg, Zweeds schrijver en vertaler (overleden 1991)

### juni
- 1 - Jan Patočka, Tsjechisch filosoof (overleden 1977)
- 5 - Rudolf Peierls, Duits-Brits natuurkundige (overleden 1995)
- 7 - Otto B. de Kat, Nederlands beeldend kunstenaar en recensent (overleden 1995)
- 8 - Mien Visser, Nederlands hoogleraar landbouwhuishoudkunde (overleden 1977)
- 14 - Raffaele Costantino, Italiaans voetballer en voetbalcoach (overleden 1991)
- 17 - Charles Eames, Amerikaans ontwerper, architect en filmregisseur (overleden 1978)
- 20 - Eugène Langenraedt, Belgisch atleet (overleden ??)
- 22 - Wesley Brown, Amerikaans rechter (overleden 2012)
- 23 - Gerrit Bolhuis, Nederlands beeldhouwer (overleden 1975)
- 23 - Gerrit Cornelis van der Willigen, Nederlands burgemeester (overleden 1986)
- 25 - Hans Jensen, Duits natuurkundige en Nobelprijswinnaar (overleden 1973)
- 25 - Hugo Strauß, Duits roeier (overleden 1941)
- 28 - Emily Perry, Brits actrice (overleden 2008)
- 28 - Yvonne Sylvain, Haïtiaans arts (overleden 1989)

### juli
- 1 - Joop Overdijk, Nederlands atleet (overleden 2001)
- 2 - Eppo Doeve, Nederlands ontwerper en kunstenaar (overleden 1981)
- 2 - Co Stelma, Nederlands gymnaste (overleden 1987)
- 3 - Arthur Staal, Nederlands architect (overleden 1993)
- 4 - John Anderson, Amerikaans atleet (overleden 1948)
- 4 - George More O'Ferrall, Brits regisseur, producent en scenarist (overleden 1982)
- 6 - Frida Kahlo, Mexicaans kunstschilder (overleden 1954)
- 7 - Robert Heinlein, Amerikaans sciencefictionschrijver (overleden 1988)
- 7 - László Tisza, Hongaars-Amerikaans natuurkundige (overleden 2009)
- 10 - Lies Aengenendt, Nederlands atlete (overleden 1988)
- 10 - Thea Diepenbrock, Nederlands pianiste (overleden 1995)
- 10 - Blind Boy Fuller, Amerikaans bluesmuzikant (overleden 1941)
- 15 - René Herla, Belgisch atleet (overleden ?)
- 16 - Barbara Stanwyck, Amerikaans actrice (overleden 1990)
- 22 - Phillips Holmes, Amerikaans acteur (overleden 1942)
- 26 - Jef Demuysere, Belgisch wielrenner (overleden 1969)
- 27 - Robert Baelde, Nederlands jurist en maatschappelijk werker (overleden 1942)
- 27 - Richard Beesly, Brits roeier (overleden 1965)
- 28 - John Grahame Douglas Clark, Brits archeoloog (overleden 1995)
- 28 - Earl Tupper, Amerikaans uitvinder (overleden 1983)
- 30 - Rosa Markmann, Chileens presidentsvrouw (overleden 2009)

### augustus
- 1 - Piet Zwiers, Nederlands kunstschilder (overleden 1965)
- 3 - Yang Shangkun, Chinees leider en president (overleden 1998)
- 8 - Benny Carter, Amerikaans jazzmusicus (overleden 2003)
- 12 - Léontine Stevens, Belgisch atlete (overleden 1998)
- 17 - Huig Maaskant, Nederlands architect (overleden 1977)
- 27 - Hy Zaret, Amerikaans tekstschrijver en componist (overleden 2007)
- 31 - Ramon Magsaysay, president van de Filipijnen (overleden 1957)
- 31 - Altiero Spinelli, Italiaans politicus (overleden 1986)

### september
- 1 - Nathan Juran, Amerikaans filmregisseur (overleden 2002)
- 1 - Daniel Romualdez, Filipijns politicus (overleden 1965)
- 2 - Helmut Hirsch, Duits historicus (overleden 2009)
- 2 - Fritz Szepan, Duits voetballer (overleden 1974)
- 4 - Henry Palmé, Zweeds atleet (overleden 1987)
- 7 - John Lander, Brits roeier (overleden 1941)
- 8 - Jean Aerts, Belgisch wielrenner (overleden 1992)
- 8 - Casimiro de Oliveira, Portugees autocoureur (overleden 1970)
- 10 - Annie de Jong-Zondervan, Nederlands atlete en kortebaansschaatsster (overleden 1972)
- 14 - Eric van der Steen (eig. Dick Zijlstra), Nederlands journalist, schrijver en dichter (overleden 1985)
- 15 - Fay Wray, Amerikaans actrice (overleden 2004)
- 16 - Seth Neddermeyer, Amerikaans natuurkundige (overleden 1988)
- 18 - Agathe L. van Beverwijk, Nederlands mycoloog en botanicus (overleden 1963)
- 18 - Jean Letourneau, Frans politicus en bestuurder (overleden 1986)
- 18 - Edwin McMillan, Amerikaans natuurkundige en Nobelprijswinnaar (overleden 1991)
- 21 - Pieter Jacobus van de Pol, Nederlands biljarter (overleden 1996)
- 22 - Willem Hilbrand van Dobben, Nederlands bioloog (overleden 1999)
- 22 - Antonio Ortiz Mena, Mexicaans politicus, econoom en bankier (overleden 2007)
- 26 - Bep van Klaveren, Nederlands bokser (overleden 1992)
- 26 - Gerrit François Makkink, Nederlands landbouwkundige (overleden 2006)
- 27 - Ralph Evinrude, Amerikaans zakenmagnaat (overleden 1986)

### oktober
- 1 - René Sleeswijk sr., Nederlands theaterproducent (overleden 1978)
- 2 - Jan Kagie, Nederlands schilder en tekenaar (overleden 1991)
- 3 - Greta Lens, Belgisch actrice (overleden 1997)
- 4 - Auke Adema, Nederlands schaatser (overleden 1976)
- 5 - Mrs. (Elva) Miller, Amerikaans zangeres (overleden 1997)
- 9 - Jacques Tati, Frans filmacteur, komiek en regisseur (overleden 1982)
- 10 - Albert Billiet, Belgisch wielrenner (overleden 1977)
- 14 - Barend Barendse, Nederlands sportverslaggever en presentator (overleden 1981)
- 17 - Gerard Nederhorst, Nederlands politicus (overleden 1979)
- 21 - Truus Baumeister, Nederlands zwemster (overleden 2000)
- 22 - Hans Bockkom, Duits-Nederlands wielrenner (overleden 1981)
- 29 - Guerino Bertocchi, Italiaans autocoureur (overleden 1981)

### november
- 1 - Edmond Delfour, Frans voetballer en voetbalcoach (overleden 1990)
- 3 - Edward Bevan, Brits roeier (overleden 1988)
- 4 - Henry Heerup, Deens kunstschilder (overleden 1993)
- 6 - Donald Hings, Canadees uitvinder (overleden 2004)
- 7 - Heinz London, Duits-Brits natuurkundige (overleden 1970)
- 7 - Maurits Mok, Nederlands dichter, schrijver en vertaler (overleden 1989)
- 13 - Jan Willem Hofstra, Nederlands schrijver, journalist, zanger en acteur (overleden 1991)
- 14 - Astrid Lindgren, Zweeds (kinderboeken)schrijfster (overleden 2002)
- 14 - William Steig, Amerikaans illustrator, striptekenaar en kinderboekenschrijver (overleden 2003)
- 15 - Graf Claus Schenk von Stauffenberg, Duits kolonel die een mislukte aanslag pleegde op Adolf Hitler (overleden 1944)
- 19 - Luigi Beccali, Italiaans atleet (overleden 1990)
- 22 - Dora Maar, Frans fotografe, schilderes en dichteres; minnares van Pablo Picasso (overleden 1997)
- 28 - Alberto Moravia, Italiaans schrijver (overleden 1990)

### december
- 5 - Giuseppe Occhialini, Italiaans natuurkundige (overleden 1993)
- 7 - Jacques Gans, Nederlands schrijver (overleden 1972)
- 8 - Frans van Schaik, Nederlands zanger (overleden 1990)
- 10 - Rumer Godden, Engels schrijfster (overleden 1998)
- 10 - Lucien Laurent, Frans voetballer (overleden 2005)
- 15 - Oscar Niemeyer, Braziliaans architect (overleden 2012)
- 16 - Barbara Kent, Canadees actrice (overleden 2011)
- 17 - Christianna Brand, Brits schrijfster (overleden 1988)
- 18 - Christopher Fry, Brits toneelschrijver (overleden 2005)
- 20 - István Bárány, Hongaars zwemmer (overleden 1995)
- 21 - Garmt Stuiveling, Nederlands dichter en neerlandicus (overleden 1985)
- 24 - Colin Gordon, Guyaans atleet (overleden 1980)
- 25 - Cab Calloway, Amerikaanse muzikant (overleden 1994)
- 25 - Jeanne van Kesteren, Belgisch atlete en basketbalster (overleden 2011)
- 27 - Sebastian Haffner, Duits journalist en historicus (overleden 1999)
- 29 - Hans Teengs Gerritsen, Nederlands zakenman en verzetsstrijder (overleden 1990)

## Overleden
januari
- 21 - Louis Willems (84), Belgisch wetenschapper
- 25 - René Pottier (27), Frans wielrenner, winnaar van de Tour de France van 1906

februari
- 1 - Georg Reinholdt Wankel (64), Noors politicus
- 2 - Rosier Faassen (73), Nederlands toneelschrijver en acteur
- 8 - Ericus Gerhardus Verkade (71), Nederlands ondernemer
- 16 - Giosuè Carducci (71), Italiaans dichter en Nobelprijswinnaar
- 20 - Henri Moissan (54), Frans scheikundige en Nobelprijswinnaar

maart
- 2 - Vasili Tsinger (71), Russisch wiskundige, botanicus en filosoof
- 9 - Frederic George Stephens (±80), Engels schilder en kunstcriticus
- 18 - Marcellin Berthelot (79), Frans scheikundige en politicus

april
- 6 - Willem Johan Lucas Grobbée (84), Nederlands politicus
- 23 - Alfred Packer (65), Amerikaans misdadiger

mei
- 7 - Otto Pfänder (30), Duits autotechnicus
- 12 - Joris-Karl Huysmans (59), Frans schrijver

juni
- 4 - Agathe Backer Grøndahl (59), Noors componiste, muziekpedagoge en pianiste
- 11 - Charles Eliza Adrien Dupré (80), Nederlands schaker
- 14 - Adolf Daens (67), Belgisch geestelijke en politicus

juli
- 10 - José Maria Basa (67), Filipijns koopman en patriot
- 17 - Hector Malot (77), Frans schrijver

augustus
- 5 - Gentil Theodoor Antheunis (66), Vlaams schrijver
- 25 - Mary Elizabeth Coleridge (45), Engels schrijfster
- 26 - Pieter Lodewijk Tak (58), Nederlands journalist en voorzitter SDAP

september
- 4 - Edvard Grieg (64), Noors componist
- 7 - Sully Prudhomme (68), Frans schrijver en dichter; in 1901 eerste Nobelprijswinnaar voor Literatuur
- 19 - Gerrit Jan Wilbrink (73), Nederlands notaris

oktober
- 5 - Johan Frederik Kruse (59), Nederlands orgelbouwer
- 16 - Luis Yangco (66), Filipijns ondernemer

november
- 1 - Alfred Jarry (34), Frans dichter en schrijver
- 29 - Mordechai Mark Zamenhof (70), Pools joods zionist, atheïst en vader van kunsttaalauteur Lejzer Zamenhof

december
- 6 - Federico Caprilli (39), Italiaans ruiter
- 17 - William Thomson (Lord Kelvin) (83), Brits natuurkundige
- 23 - Aäron Adolf de Pinto (79), Nederlands jurist en vicepresident van de Hoge Raad
- 24 - Martin Jacoby (65), Duits muzikant en entomoloog
- 31 - Jules de Trooz (50), Belgisch premier

## Weerextremen in België
- 20 mei: Minimumtemperatuur –1,3 °C in Leopoldsburg, terwijl het maximum de twaalfde nog 31,0 °C bedroeg.
- 21 mei: Sneeuw in Baraque Michel (Jalhay), Leopoldsburg, Maredsous (Anhée), Spa, Pâturages (Colfontaine).
- 31 mei: Tornado veroorzaakt schade aan boomgaarden tussen Profondeville en Wépion (Namen).
- 21 augustus: Tornado in Hallaar (Heist-op-den-Berg).
- zomer: Zomer met laagste gemiddelde temperatuur in de 20ste eeuw in Ukkel: gemiddelde temperatuur 14,3 °C (normaal : 16,4 °C).
- 23 september: Minimumtemperatuur –0,2 °C in Leopoldsburg. Dit is een zeer vroege vorst voor de Kempen.
- 25 oktober: Tornado veroorzaakt plaatselijk schade in Bertrix.

Bron: KMI Gegevens Ukkel 1901-2003  met aanvullingen 